# Eurya cerasifolia
Eurya cerasifolia là một loài thực vật có hoa trong họ Pentaphylacaceae. Loài này được (D.Don) Kobuski mô tả khoa học đầu tiên năm 1938.